# Muralla de Buitrago del Lozoya

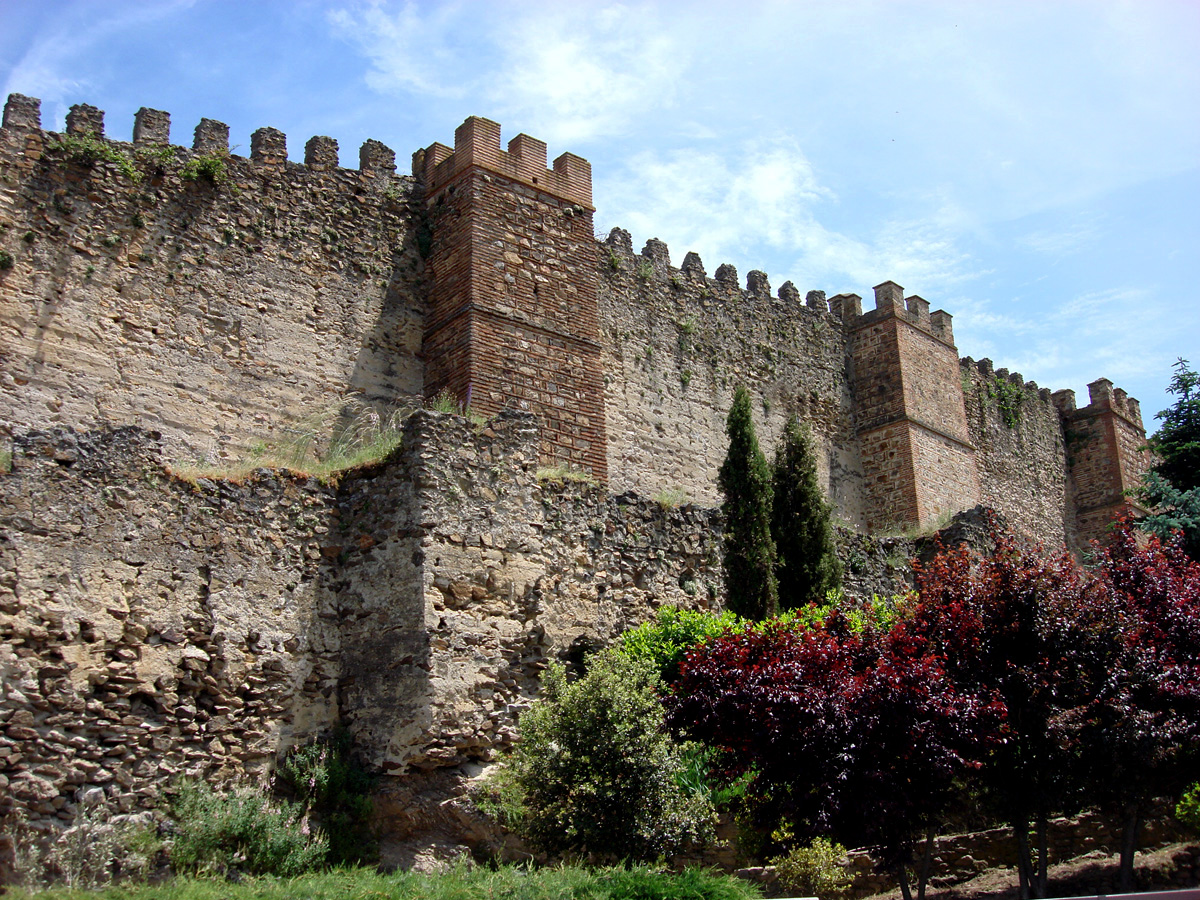
Lienzo suroccidental de la muralla de Buitrago del Lozoya, con los torreones macizos y la barbacana.

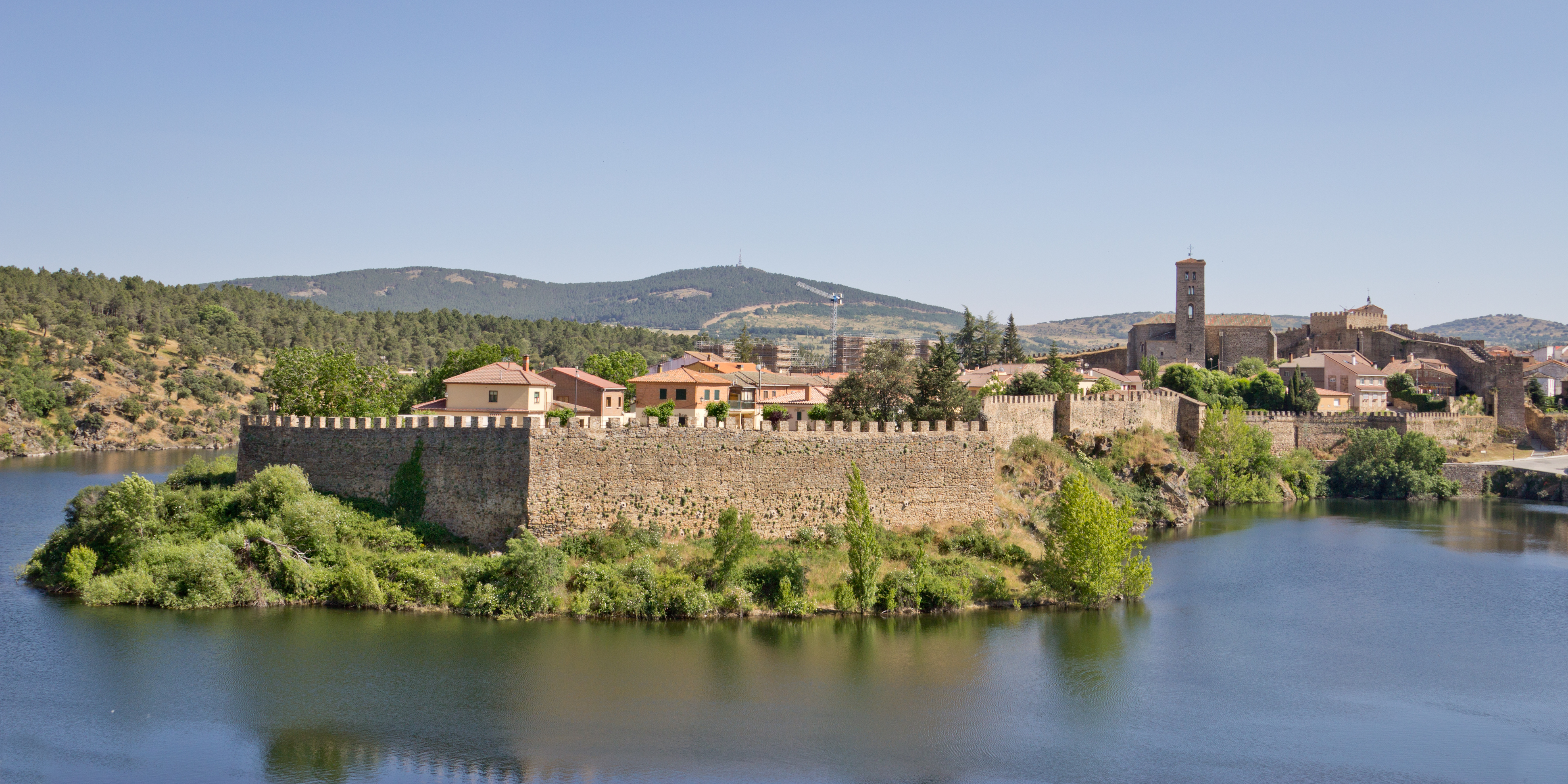
Panorámica del adarve bajo.

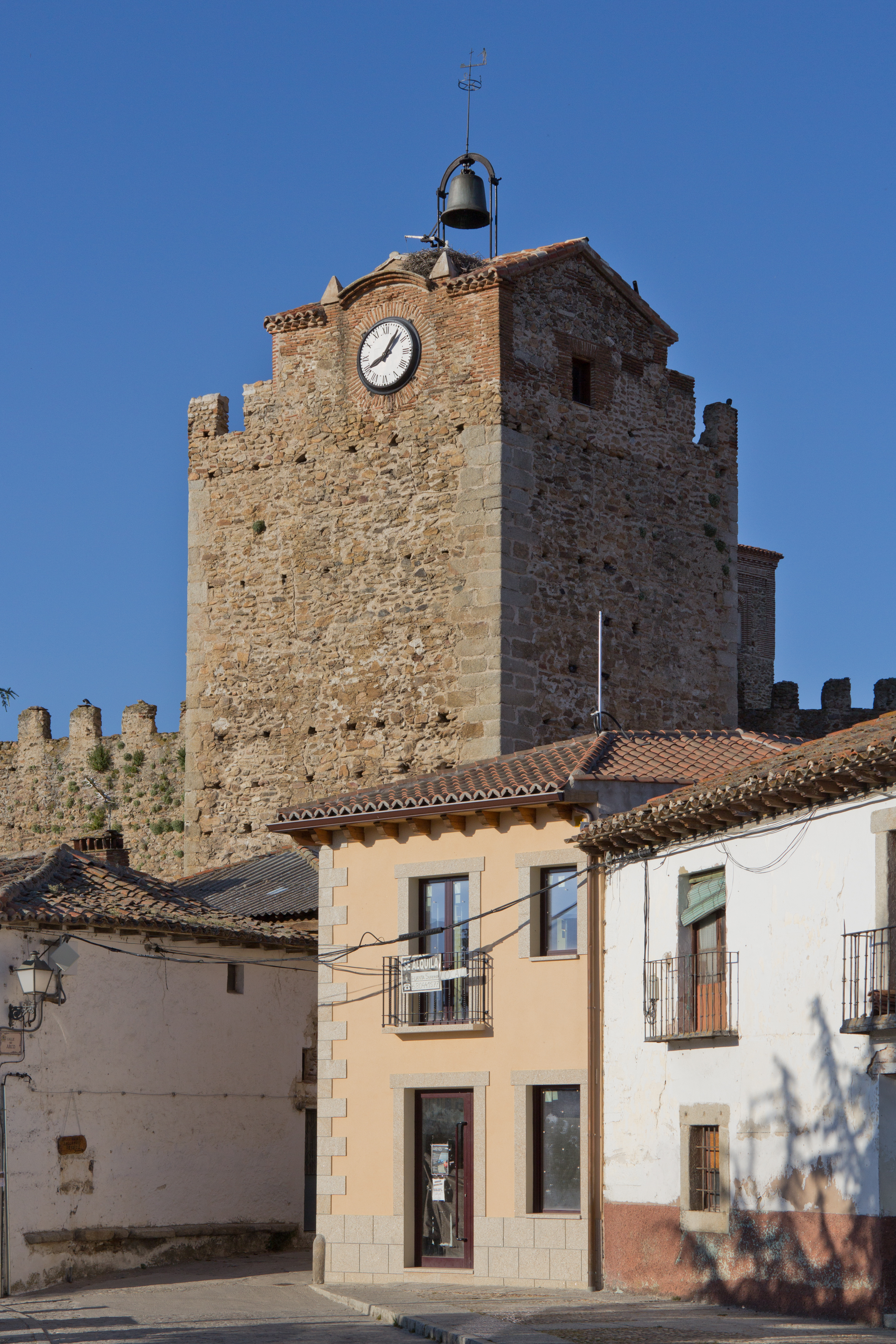
Torre del Reloj.

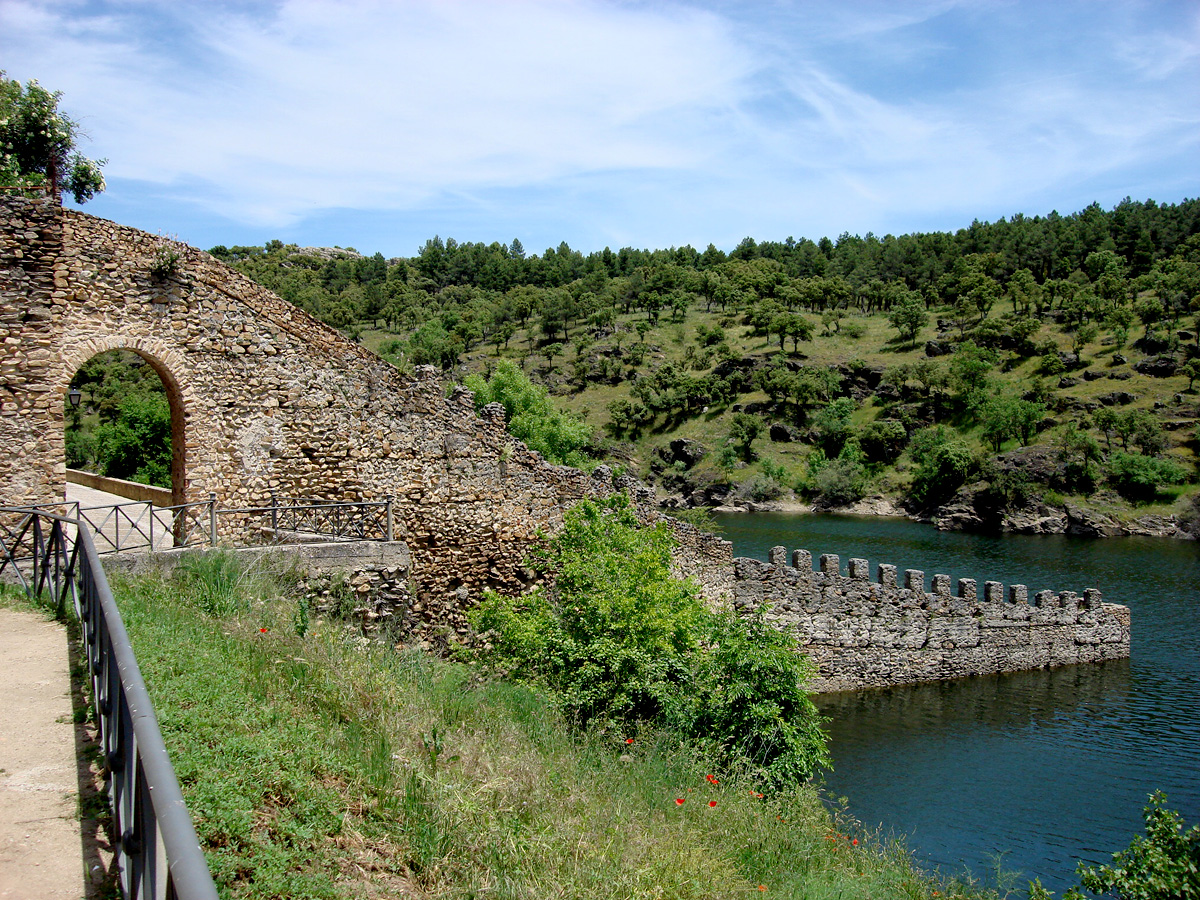
Vista de la coracha.

La muralla de Buitrago del Lozoya se encuentra en el municipio homónimo, en la parte septentrional de la Comunidad de Madrid (España). Se trata del recinto amurallado mejor conservado de la región madrileña y el único que se mantiene en estado completo. En 1931 recibió la declaración de Monumento Nacional y, en 1993, quedó integrado dentro del Conjunto Histórico-Artístico y Bien de Interés Cultural de Buitrago del Lozoya.

## Historia
La muralla de Buitrago del Lozoya es de origen musulmán. Es probable que la primera construcción fuera edificada entre los siglos IX y XI, en el contexto defensivo de la Marca Media, una extensa zona situada en el centro de la península ibérica que la población musulmana fortificó para detener el avance de los reinos cristianos y asegurar la plaza de Toledo. 
En concreto, protegía el paso hacia el puerto de Somosierra, una de las principales vías de entrada de las incursiones cristianas. Existen restos de otras murallas musulmanas en Alcalá de Henares y en Madrid, levantadas en la misma época con una finalidad similar.
Sin embargo, la construcción que ha llegado hasta nuestros días es fruto de sucesivas ampliaciones y reformas acometidas por los cristianos, una vez que Buitrago del Lozoya quedó integrada dentro de la Corona de Castilla. Estas se prolongaron desde el siglo XI, cuando la primitiva ciudadela musulmana fue conquistada por el rey Alfonso VI, hasta el siglo XV.
En este periodo, el recinto amurallado cumplió un activo papel dentro del proceso de repoblación emprendido por los cristianos, en primer término, como enclave militar que favoreció la consolidación de las plazas arrebatadas a los musulmanes (siglos XI y XII) y, posteriormente, ejerciendo el control social y económico de su zona de influencia (siglos XIII a XV).
El trazado y fábrica de la muralla denotan su origen musulmán. Siguiendo las pautas de la arquitectura militar andalusí, presenta numerosas torres de planta rectangular y escaso saliente, así como mampostería encintada con ladrillo en numerosos tramos.

## Descripción
La muralla de Buitrago del Lozoya mide más de 800 m de perímetro y cuenta con tres entradas. Se asienta sobre un pronunciado meandro del río Lozoya, configurado a modo de península. De ahí que su recorrido presente forma de triángulo escaleno. El río, actualmente contenido en el embalse de Puentes Viejas y antiguamente encajado en un desfiladero, actuaba como barrera defensiva natural por sus caras este, norte y noroeste. 
Este enclave configura dos tramos bien diferenciados: en los citados lados, contiguos al río, la muralla está conformada únicamente por un adarve bajo, mientras que en los restantes flancos, la construcción es mucho más sólida y consistente, ante la ausencia de una defensa natural. Esta parte consta de un adarve alto, alrededor del cual se articulan doce torres adosadas, una torre albarrana, una barbacana, un foso, un castillo y una coracha, entre otros elementos característicos de la arquitectura militar medieval.

### El adarve bajo
La protección ofrecida por el cauce del río Lozoya hizo innecesario edificar en la cara norte, nordeste y noroeste torreones o cubos, que sí están presentes hacia el sur. El adarve que integra este tramo tiene una altura aproximada de 6 m y un grosor de unos 2 m, magnitudes muy inferiores a las del lado meridional, donde la muralla se eleva por encima de los 9 m, con un ancho de 3,5 m. Es la parte arquitectónicamente más homogénea de todo el recinto, si bien la uniformidad se rompe en el flanco nororiental con la presencia de diferentes contrafuertes.

### El adarve alto
Los lados sur y sureste (los más alejados del río) cuentan con numerosos elementos defensivos, entre los que cabe destacar los siguientes:
- Torres. Se conservan casi en su totalidad. Son macizas, de planta rectangular y poseen una altura idéntica a la de los paños.
- Torre del Reloj. Se trata de una torre albarrana de 16 m de altura y de planta pentagonal, llamada así por el reloj instalado a principios del siglo XX, en su parte superior. Su función era proteger la entrada principal del recinto.
- Entrada principal. La entrada principal al recinto amurallado, situada bajo la Torre del Reloj, está dispuesta en recodo. Está rematada por un doble arco de herradura hacia el interior, y uno ojival hacia el exterior.
- Barbacana o antemuralla. Mide aproximadamente 4 m de altura y 2 m de grosor. Sólo se mantiene en pie el tramo situado en la cara suroccidental.
- Coracha. Es uno de los elementos más importantes de la muralla, dado su buen estado de conservación. Fue levantada como un apéndice, en dirección al cauce del río, para cubrir el acceso al agua por parte de los habitantes en caso de asedio.
- Castillo. El castillo de Buitrago del Lozoya está situado en el ángulo suroriental del recinto amurallado. Posee siete torres, todas diferentes entre sí, y un patio de armas central. Fue edificado en el siglo XV en estilo gótico-mudéjar.